# Геостационарна орбита
Геостационарна орбита је специјални случај геосинхроне орбите. То је кружна орбита око планете Земље са инклинацијом 0° (тело је изнад Земљиног екватора) и при чему је период орбите тела једнак сидеричком периоду ротације планете Земље. Тело на оваквој орбити за посматрача на Земљи ће стално имати исти положај на небу, тј. његове координате у хоризонтском координатном систему су константне.
Велика полуоса геостационарних орбита износи 42.164 km (напомена да се рачуна од центра Земље). Велики број вештачких сателита, најчешће телекомуникационих и навигационих, се налази на оваквој орбити. Овакву орбиту је први предложио Херман Поточник 1929. године у свом делу "Der Raketenmotor". Касније је Артур Кларк, 1945. године, у свом делу "Extra-Terrestrial Relays" такође описао ову врсту путање око Земље. Понекад се у његову част ова врста орбита назива Кларкова орбита.

## Историја
Херман Поточник је 1929. описао геосинхроне орбите у уопштем и посебном случају геостационарне Земљине орбите посебно као корисне орбите за свемирске станице. Прво појављивање геостационарне орбите у популарној литератури било је октобра 1942. године, у првој причи о Венери Еквилатерал Џорџа О. Смита, али Смит није улазио у детаље. Британски писац научне фантастике Артур Ц. Кларк популаризовао је и проширио концепт у раду из 1945. године под насловом Ванземаљски релеји – Да ли могу ракетне станице да пружају радио покривеност широм света?, објављеном у Wireless World магазину. Кларк је признао везу у свом уводу у Комплетна Венера Еквилатерал. Орбита, коју је Кларк први описао као корисну за радиодифузне и релејне комуникационе сателите, понекад се назива и Кларкова орбита. Слично, колекција вештачких сателита у овој орбити је позната као Кларков појас.
У техничкој терминологији, орбита се назива било геостационарна или геосинхрона екваторијална орбита, са терминима који се донекле користе наизменично.
Први геостационарни сателит дизајнирао је Харолд Розен док је радио у Хјузовој авионској компанији 1959. године. Инспирисан Спутњиком 1, он је желео да користи геостационарни сателит за глобализацију комуникација. Телекомуникације између САД и Европе тада су биле могуће између само 136 људи истовремено, и ослањале су се на високофреквентне радио станице и подморски кабл.
У то време се сматрало да би било потребно превише ракетне снаге да би се сателит поставио у геостационарну орбиту и да неће преживети довољно дуго да оправда трошкове, те су рани напори уложени у констелације сателита у ниској или средњој Земљиној орбити. Први од њих су били пасивни Ехо балон сателити 1960. године, а затим Телстар 1 1962. године. Иако су ови пројекти имали потешкоћа са јачином сигнала и праћењем, што је могло да се реши преко геостационарних сателита, концепт је виђен као непрактичан, те је Хјуз често ускраћивао средства и подршку.
До 1961. године, Розен и његов тим су произвели цилиндрични прототип пречника 76 cm (30 in), висине 38 cm (15 in), тежине 11,3 kg (25 lb), лаган и довољно мали да се постави у орбиту. Он је био спински стабилизован диполном антеном која је производила таласни облик у облику палачинке. У августу 1961. они су били изнајмљени да почну изградњу правог сателита. Они су изгубили Синком 1 због квара електронике, али је Синцом 2 успешно стављен у геосинхрону орбиту 1963. Иако је његова нагнута орбита и даље захтевала покретне антене, био је у стању да преноси ТВ пренос и омогућио је америчком председнику Џону Ф. Кенедију да разговара телефоном са Нигеријским премијером Абубакар Тафава Балевом са брода 23. августа 1963. године.
Први сателит постављен у геостационарну орбиту био је Синком 3, који је лансиран ракетом Делта Д 1964. године. Са повећаним пропусним опсегом, овај сателит је могао да преноси уживо пренос летњих олимпијских игара из Јапана у Америку. Геостационарне орбите су од тада у уобичајеној употреби, посебно за сателитску телевизију.
Данас постоје стотине геостационарних сателита који обезбеђују даљинску детекцију и комуникацију.
Иако већина насељених копнених локација на планети сада има копнене комуникационе објекте (микроталасне, оптичке), са телефонским приступом који покрива 96% становништва и приступом интернету 90%, нека рурална и удаљена подручја у развијеним земљама још увек се ослањају на сателитске комуникације.

## Употребе
Већина комерцијалних комуникационих сателита, емисионих сателита и SBAS сателита раде у геостационарним орбитама.

### Комуникације
Геостационарни комуникациони сателити су корисни јер су видљиви са велике површине земљине површине, покривајући 81° у географској ширини и дужини. Они изгледају непомично на небу, што елиминише потребу да земаљске станице имају покретне антене. То значи да посматрачи са Земље могу да подигну мале, јефтине и стационарне антене које су увек усмерене ка жељеном сателиту.‍:537 Међутим, кашњење постаје значајно, јер је потребно око 240  да сигнал прође са земљског предајника на екватору до сателита и назад.‍:538 Ово кашњење представља проблеме за апликације осетљиве на кашњење као што је гласовна комуникација, тако да се геостационарни комуникациони сателити првенствено користе за једносмерну забаву и апликације где су алтернативе ниског кашњења нису доступне.
Геостационарни сателити су директно изнад главе на екватору и изгледају ниже на небу посматрачу ближе половима. Како се посматрачева географска ширина повећава, комуникација постаје тежа због фактора као што су атмосферска рефракција, Земљина топлотна емисија, препреке у линији вида и рефлексије сигнала са земље или оближњих структура. На географским ширинама изнад око 81°, геостационарни сателити су испод хоризонта и уопште се не могу видети. Због тога су неки руски комуникациони сателити користили елиптичне орбите Молније и Тундре, које имају одличну видљивост на високим географским ширинама.